# Panax sokpayensis
Panax sokpayensis är en araliaväxtart som beskrevs av Shiva K.Sharma och Hemchandra Pandit. Panax sokpayensis ingår i släktet Panax och familjen Araliaceae. Inga underarter finns listade.